# Megalonycta waterloti
Megalonycta waterloti là một loài bướm đêm trong họ Noctuidae.